# Eiffel 65
Pour les articles homonymes, voir Eiffel.
Ne doit pas être confondu avec Eiffel (groupe).
Eiffel 65 est un groupe italien d'eurodance, composé de Gabry Ponte, Gianfranco Randone et Maurizio Lobina, et fondé en 1997 à Turin. En trois albums, le groupe a vendu plus de 15 millions de disques dans le monde, et 11 de leurs singles ont été classés dans le Top 50 italien.
Au cours de leur carrière, les membres d'Eiffel 65 ont remporté un World Music Award à Monte-Carlo dans la catégorie meilleure vente mondiale par un groupe italien, et un Broadcast Music à Los Angeles, récompensant la chanson la plus diffusée à la radio aux États-Unis sur une même année[Quand ?]. Ils sont également nommés aux Grammy Awards ainsi qu'au Festival de Sanremo en 2003 avec le titre Quelli Che Non Hanno Età.
Dans le courant de l'année 2000, les tubes d'Eiffel 65 ont été diffusés environ une fois toutes les 250 secondes dans le monde, ce qui fait d'eux les artistes les plus joués sur une même année. Investis dans plusieurs projets, ils sont également connus pour avoir remixé l'œuvre de nombreux artistes internationaux et pour avoir enregistré One Goal, l'un des titres officiel de l'Euro 2000, mais aussi Living in the City, la chanson officielle des Jeux olympiques de Turin en 2006. Remportant de nombreux disques d'or, de platine, et de diamant, Eiffel 65 est l'un des groupes électro les plus populaires d'Italie.
À ce jour, Eiffel 65 est le groupe dance italien à avoir vendu le plus de disques dans le monde. Eiffel 65 figure également à la 5e position des artistes italiens les plus visualisés sur Youtube derrière Fred De Palma, Andrea Bocelli, Laura Pausini et Eros Ramazzotti. En fin d'année 2013, la chaîne britannique Channel 4 désigne Europop comme étant le meilleur album de la fin du XXe siècle sur une liste de 100 albums. Toujours en 2013, ils signent la bande-son originale d'ouverture du film Iron Man 3.

## Membres du groupe
- Gianfranco Randone (Jeffrey Jey) : chanteur
- Maurizio Lobina (Maury) : clavier et compositions
- Gabry Ponte : DJ

## Origines du groupe

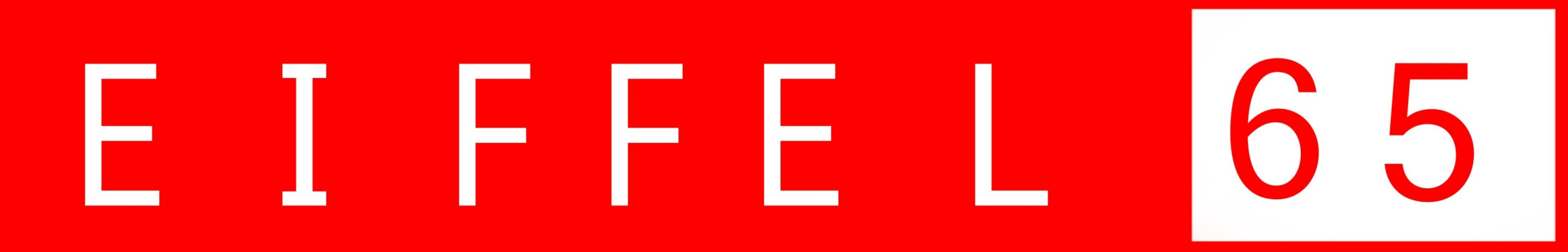
Logo d'Eiffel 65.

Maury Lobina, Jeffrey Randone et Gabry Ponte, se rencontrent à l'intérieur de la Blisscorporation, une maison de production de Turin spécialisée dans l'Italo dance : c'est là que le groupe se forme.
Selon les membres, le nom du groupe aurait été choisi aléatoirement par ordinateur, le mot « Eiffel » serait ainsi ressorti. Le nombre 65 serait, quant à lui, la fin d'un numéro de téléphone écrit par le manager sur la maquette avant d'être imprimée et qui aurait été ajouté par erreur.

## Europop: consécration mondiale
Leur carrière commence en 1998 avec le titre Blue (Da Ba Dee). Parti d'Italie, le single devient un tube international et finit tout en haut des charts dans de nombreux pays comme l'Irlande, le Royaume-Uni, les Pays-Bas, la Suède, la Suisse, la Nouvelle-Zélande, la Norvège, l'Australie et l'Allemagne. Aux États-Unis Blue (Da Ba Dee) s'offre même l'exploit d'entrer dans le célèbre Billboard Hot 100. Au Royaume-Uni, la chanson est entrée directement dans le Top 40 des meilleures ventes de disques d'importation. Ce n'est que le troisième single à avoir réalisé une telle performance. La France non plus ne peut échapper au succès de Blue et c'est lors d'un passage télévisé au Hit Machine sur M6 qu'ils se voient remettre un premier disque de platine dans l'hexagone. Blue (Da Ba Dee) se vend à plus de deux millions d'exemplaires dans le monde. En août 1999, ils participent à leur premier concert, le FestivalBar aux Arènes de Vérone en Italie.
Le single suivant, Move Your Body connait quasiment le même succès mondial avec plus de 1 million d'exemplaires vendus. Se classant 2e parmi les meilleures ventes françaises dès sa première semaine de sortie, le titre décrochera deux semaines plus tard la première place des hits parades. Restant 8 semaines au top des meilleures ventes française , Move Your Body décroche notamment le disque d'or dans des pays comme l'Italie, l'Espagne, Suisse, l'Allemagne, l'Autriche et le Royaume-Uni. En France le single recevra quant à lui un autre disque de platine qui sera remis aux membres du groupe pour la seconde fois sur le plateau du Hit machine.  En Australie également, Move Your Body sera certifié disque de platine. magazine français ira jusqu'à qualifier le morceau d'hymne à la dance. Alors qu'ils jouent leurs tubes un peu partout dans le monde, ils repassent par la France pour interpréter Move Your Body dans l'émission Les Petits Princes diffusée sur TF1. À la fin du live ils se verront remettre un disque de diamant pour leur single précédent.
Le premier album, Europop voit le jour. Ce premier album contient 13 titres qui tournent autour de l'univers de la science-fiction et des jeux vidéo, et fait notamment référence dans ses chansons à la série X-Files ou encore à la console PlayStation. L'un des titres de l'album appelé Another race a été finalisé dans une chambre d'hôtel à Paris. Très rapidement l'album rencontre un énorme succès international et devient disque d'or en Australie, Argentine et Finlande. Il est aussi disque de platine au Canada, Nouvelle-Zélande et triple disque de platine aux États-Unis où il se classera 4e dans les meilleures ventes du Billboard Hot 100. Le groupe sort un vinyle EP, sur lequel on retrouve 5 titres remixés de Move Your Body ainsi que trois remix du titre Europop et un de My console.
Enchaînant les tubes, le phénomène italien Eiffel 65 envahit les ondes de la planète. Devenues de véritables stars mondiales, ils en seront récompensés en fin d'année 2000, en remportant à Monte-Carlo un World Music Awards dans la catégorie meilleure vente mondiale par un groupe italien. Au cours de la cérémonie, ils interpréteront leur tube Move Your Body devant un public de prestige où on retrouve notamment des acteurs comme Jean-Claude Van Damme et Pamela Anderson.
Le troisième single Too much of heaven sera édité en Europe mais également aux États-Unis, Canada, Australie, Nouvelle-Zélande, et au Mexique. Le titre se classera dans le top 50 de onze pays différents et atteindra même la première place des hits italiens et Israëliens. L'été 2000, ils prennent part pour la seconde fois au concert Festivalbar aux Arènes de Vérone. D'après Emilio Lanotte, le président de Level One Distribution, un des principaux distributeurs italiens de dance de l'époque, le succès d'Eiffel 65 a permis de rendre son dynamisme à la scène Italo dance.
Un Maxi CD du titre My Console voit le jour mais il sera uniquement destiné au marché espagnol.

## Remix
Très sollicités par d'autres artistes italiens ou internationaux, ils remixèrent une longue série de tubes comme Everyone Has Inside de Gala, The Bad Touch de Bloodhound Gang, Ring My Bell d'Ann Lee, Reach de S Club 7, Il Mio Sbaglio Piu Grande de Laura Pausini, Tout est Bleu de Jean-Michel Jarre, Je t’aime de Jane Birkin, Freaky Friday d'Aqua, All I Really Want de Kim Lukas (en), Spanish Guitar de Toni Braxton ou bien encore Get Down on It du légendaire groupe de funk Kool and the Gang.

## Tournée internationale et nomination aux Grammy Awards
Alors qu'ils préparent officiellement un nouvel album depuis le mois de mai 2000, les Eiffel 65 sortent un EP II en format double vinyle où se trouvent deux titres inédits nommés Back in Time et One Goal. Scorpio Music éditera One goal en CD 2 titres en France, mais en réalité il s'agit d'un des morceaux officiels de l'Euro 2000 et non d'un single du groupe. Au milieu de l'année 2000, le groupe s'envole pour une tournée de près de 500 concerts aux États-Unis, Canada et Australie. En parallèle, ils travaillent dans le bus de leur tournée sur les morceaux de ce futur album.
Le 16 novembre 2000, ils sont invités à participer aux MTV Music Awards à Stockholm.
En février 2001, à la suite du succès des ventes du vinyle EP II, Back in Time est finalement développé en support Maxi CD et distribué sur le marché italien et espagnol. N'étant toujours pas un single officiel, Back in Time ne possède pas de clip vidéo. Cependant les ventes sont au rendez-vous et le titre se classe 7e des hits dance Italien et 11e en Espagne.
Le succès international d'Eiffel 65, lui vaut d'être nommé aux Grammy Awards 2001. Le 2 mai 2001, ils se rendent également à Los Angeles pour y recevoir un Award de  B.M.I U.S.A pour le hit Blue. Ce prix a été attribué pour la chanson la plus diffusée en radios aux États-Unis durant l'année 2000. En cette même année leurs chansons étaient diffusées toutes les 250 secondes sur une radio dans le monde, ce qui en fait les artistes les plus joués sur une même année[réf. nécessaire].

## Contact:2ealbum
Le 24 juin 2001, le groupe sort son deuxième album, Contact. L'album a pour thème central les contacts avec une civilisation extraterrestre. Contrairement à Europop, Contact s'oriente vers une sonorité plus french touch à la Daft Punk mais gardant tout de même des sons proches de la dance italienne. À l'origine Eiffel65 avait enregistré 31 démos mais seulement 18 titres ont été sélectionnés. Deux versions de l'album contenant 17 morceaux sont distribuées sur le marché du disque, la version italienne distribuée par Warner Music contient un titre dont le refrain est interprété en italien, alors que la version internationale distribuée par Popular Records contient un titre supplémentaire nommé World in the World chanté en anglais. En raison de problèmes d'accords avec la maison de disque, l'album ne sera pas édité en France.
Durant l'été 2001, sort le nouveau single Lucky (in My Life) qui deviendra l'un des tubes de l'été en Italie. Le single se classera également dans les charts en Autriche, Suisse, Suède, Allemagne et France. Au mois d'aout 2001, ils participent pour la troisième année consécutive au concert Festivalbar à Vérone.
Toujours en 2001, un nouveau single nommé 80's Stars voit le jour en Italie et en Espagne. Ce titre a pour particularité d'être interprété en anglais mais également pour la première en italien. Sur ce morceau, les Eiffel65 sont en duo avec Franco Battiato, un célèbre chanteur italien qui avait représenté l'Italie au Concours Eurovision en 1984. Pour 80's Stars, Eiffel65 marient sonorité futuriste à l'univers rétro d'un vieux morceau de Battiato nommé Centro di gravita qu'il reprend d'ailleurs dans le refrain. Ce cocktail des genres revu à la sauce Eiffel se révèlera payante puisque 80's Stars devient en Italie un des tubes de l'année.
Parallèlement, Gabry Ponte entame une carrière solo et sort son premier album Gabry Ponte.
Le groupe sort un vinyle Losing You en duo avec Elena Flochen, une jeune chanteuse de chez Blisscorporation. Ce vinyle est conçu uniquement pour le marché Canadien. Il atteindra la 10e place des charts.

## Retour au pays natal et nouveau projet
En 2002, après environ 1 000 concerts dans plus de 38 pays différents, le groupe est de retour à Turin. Une fois de retour en studio, ils décident de laisser définitivement de côté les sonorités liées à un univers futuriste qui étaient exploitées jusque-là pour se lancer sur un nouveau projet consacré à la culture musicale italienne.
Toujours en 2002, Eiffel65 sort le single expérimental, Cosa Resterá (In a Song). Le titre, chanté en italien et anglais, est en réalité un assemblage de titres des années 1970, 1980 et 1990 qui ont contribué à l'histoire de la musique italienne. Pour créer ce titre, ils se sont inspirés de la chanson Now Is Forever issue du premier album Europop. Ce qui ressemblait au départ à un coup de poker se transforme finalement en un nouveau succès, puisque Cosa Resterá sera certifié disque de platine en Italie. Pour la 4e année d'affilée, ils prennent part au concert FestivalBar à Vérone.
Fatigué de sa tournée internationale, le groupe annonce qu'il prend une pause avant de s'attaquer à un nouvel album.
Blisscorporation, la maison de production du groupe, organise un concours pour les fans et offre au vainqueur un titre inédit nommé Elephants in Amsterdam. Ce titre devait à l'origine être inclus à l'album Contact avant que la production ne change d'avis.

## Eiffel 65:3ealbum
Le 5 mars 2003, le groupe fait son retour avec un nouveau single intitulé Quelli Che Non Hanno Età qui se classe 1er du hit dance italien. Le 8 avril 2003 sort sur le marché Italien le troisième album intitulé Eiffel65, plus orienté électro-pop que ses prédécesseurs, chanté en grande majorité en italien, cet opus contient également le single Cosa resterà (In a Song) sorti un an plus tôt. Quelques semaines après sa sortie dans les bacs, l'album est certifié disque d'or. À la suite du succès de l'album, le groupe est le premier groupe de musique electro à être nommé au Festival de Sanremo. Durant leur passage au théâtre Ariston, le groupe interprète Quelli Che Non Hanno Età, même si le single ne remporte pas de prix ce soir là, il sera tout de même le titre le plus vendu du festival. Durant le passage live d'Eiffel 65, la chaîne réalisera sa plus forte audience de la soirée. Toujours en 2003, le groupe sort le single Viaggia Insieme A Me qu'ils présenteront lors de leur 5e concert FestivalBar. Ce titre a été écrit par Maury Lobina quelques mois avant la naissance de son fils. Viaggia Insieme A Me se classe également parmi les meilleures ventes italienne, une version dance remix sera également proposée. Alors que l'album continue à être parmi les disques les plus vendus d'Italie cet été là, la chaîne Tv italia leur consacre une émission spéciale Eiffel 65 sous forme de mini concert où les téléspectateurs peuvent interagir avec le groupe. Ils sont également invités à venir jouer plusieurs morceaux du dernier album dans l'émission Top of the Pops version italienne. Fin d'année 2003 sort un 4e single nommé Una notte e forse mai più voit le jour et sera certifié disque de platine en Italie, le titre connaitra lui aussi une version dance remix. Cette année-là, ils classeront pas moins de trois titres au top 50 italien.
En 2004, Eiffel 65 sort Voglia di Dance All Night qui sera le tout dernier single de l'album. Ils y intègrent une version remixée inédite dont la sonorité est proche de Too Much of Heaven. Également en 2004, ils participent à leur 6e concert FestivalBar et sont nommés aux DeeJay Music Awards comme meilleur artiste dance. Gabry Ponte est également nommé en solo et remportera la récompense. À la suite du succès de l'album qui vient d'être certifié disque de platine, une version collector 2 CD dont un totalement réinterprété en anglais est éditée. On parle alors d'une distribution internationale mais l'album ne sera distribué qu'en Italie.

### Projet Bloom 06
Le 16 mai 2006, Massimo Gabutti, président de la Blisscorporation, annonce le départ de Jeffrey Jey et Maurizio Lobina de la société après quatorze années de collaboration. Les deux membres du groupe se lancent sur un nouveau projet nommé Bloom 06 et sous leur propre label (Bluboys).
En 2010, ils se voient contactés par Flo Rida, un rappeur américain, qui souhaiterait les rencontrer pour une reprise de Blue (Da Ba Dee) dans son propre style musical (reprise finalement appelée Sugar) ; Jey, Maury et Massimo Gabutti acceptent et se disent honorés en tant qu'Italiens que dix ans plus tard, les Américains se souviennent encore de Blue (Da Ba Dee).

### Le retour d'Eiffel 65

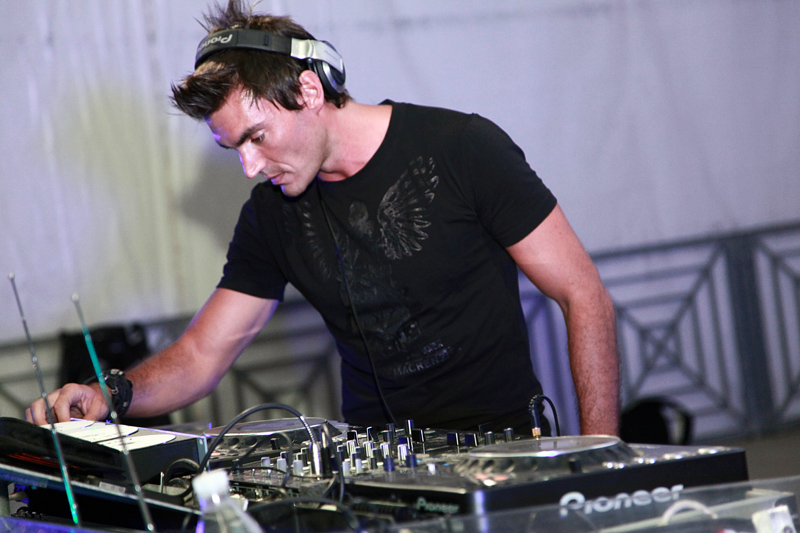
Gabry Ponte en 2011.

En juin 2010, le trio annonce officiellement son retour. Par la suite, ils annoncent entre 2010 et 2011 de nombreuses dates de concerts à travers l'Italie. Un nouveau Maxi CD de Move Your Body, Remix 2010, est rendu disponible sur le site de Blisscorporation afin de célébrer les 10 ans du titre. La préparation éventuelle d'un nouvel album sera évoquée par les membres du groupe, mais aucune date officielle ne sera communiquée.
En 2012, via leur site officiel, le groupe annonce une tournée en Australie. En 2013, Eiffel 65 confirme des dates en Russie, Belgique, Suisse, Norvège, Portugal, et Italie. La même année, ils sont contactés personnellement par une équipe de production de la Paramount Pictures  qui souhaiterait intégrer leur célèbre chanson Blue (Da Ba Dee) comme musique de lancement et de bande originale pour le film Marvel, Iron Man 3. C'est la deuxième fois que le titre fait son apparition dans un film hollywoodien car en 2001 Blue avait déjà été intégré dans le film Méchant Menteur. Grâce au succès du film, 13 ans après sa sortie, Blue se place au 11e rang des charts dance aux États-Unis et 1er en Chine. On le retrouve également dans les classements du Canada, Turquie, Tchéquie, République dominicaine, Japon, Australie, Slovaquie, Allemagne, Luxembourg, Ukraine, Brésil. En mai 2013, le magazine DJ Mag Top-100 leur consacre un article. À la suite du succès d'Iron Man 3 et du titre Blue la Chine commande auprès du groupe une version chantée en mandarin. En fin d'année 2013, la chaîne américaine Channel 4 désigne l'album Europop comme étant le meilleur album de la fin du XXe siècle sur une liste de 100 albums. Fin 2013, Blue (Da Ba Dee) intègre un spot publicitaire américain pour la marque Kia Motors.
En 2014, malgré l'attente des fans le groupe ne sort toujours pas de nouvel album. Une série de plusieurs concerts est programmée en Italie et un dans la capitale allemande à Berlin, tous joués à guichets fermés. Gabry Ponte intègre le top 100 des meilleurs DJ de la planète.

### Nouveau single et annonce d'un nouvel album mis entre parenthèses

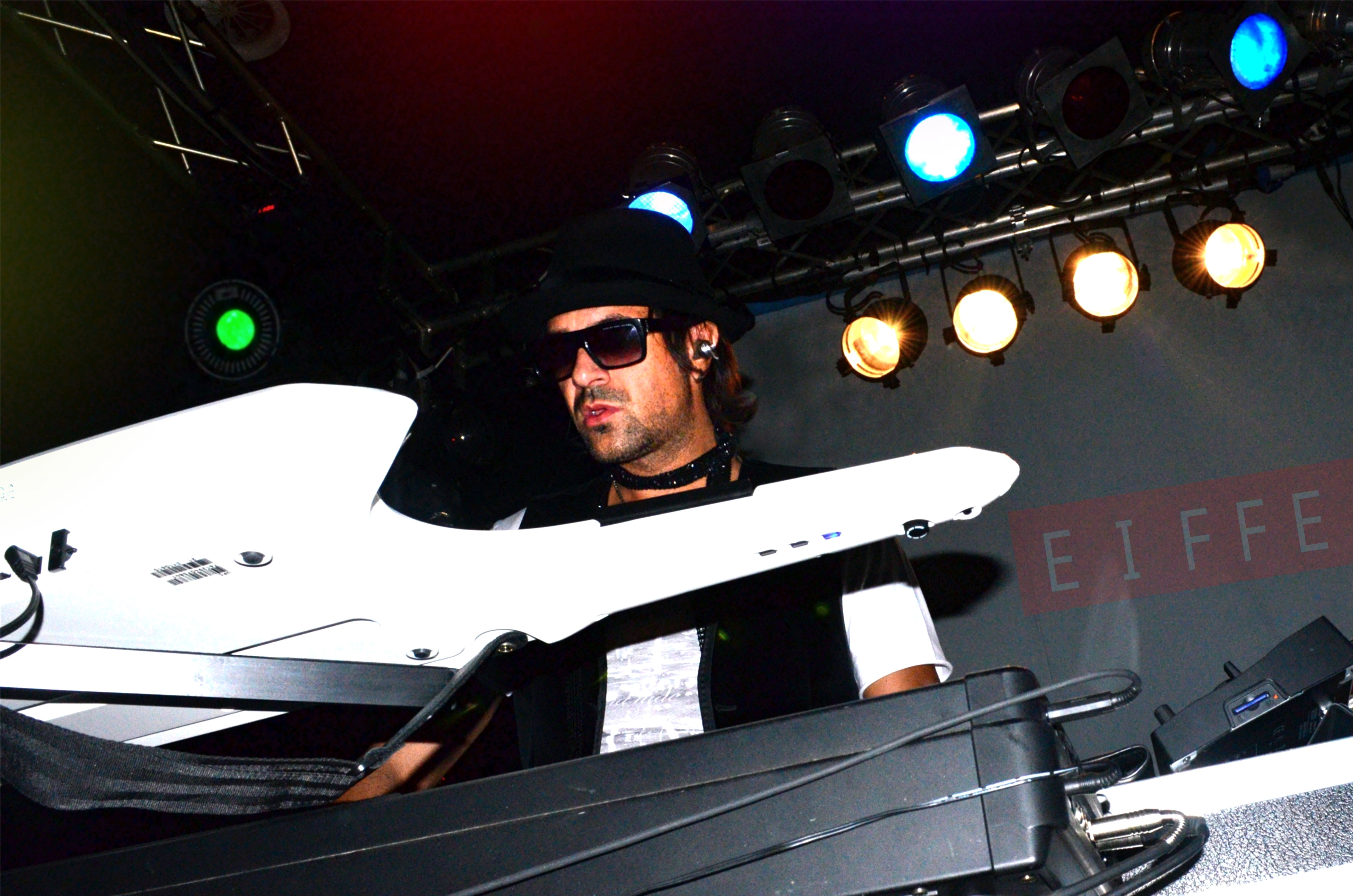
Maury Lobina lors de l'Eiffel 65 Live.

Après des années d'attentes pour les fans, le 12 septembre 2015 en plein concert à Turin, Eiffel 65 annonce officiellement devant des milliers spectateurs qu'ils sont entrés en studio pour y préparer un nouvel album. Une semaine plus tard à Bologne ils confirment l'information ainsi que sur leur compte Facebook. Entre septembre et décembre 2015, 17 dates de concerts ont été données dont deux à Milan et une à Rome. Le 25 septembre 2015 ils sont invités en tant que Guest sur une grande radio italienne, Radio Deejay à Milan. Ils y feront la promotion de leur futur album et finiront l'émission par un live reprenant leurs plus grands hits.
Après une annonce officielle, le 2 avril 2016 le groupe sort une démo Panico. Le titre fut dévoilé en avant première lors de leur concert à Milan. Parallèlement à la création de l'album, ils annoncent une série de concerts dans toute l'Italie mais également à Dublin en Irlande ainsi qu'en Belgique, Pologne, Finlande et Autriche.
Le 1er juin 2016 voit la sortie d'un nouveau single expérimental Panico. Deux heures après sa sortie, le titre se classe au 26e rang des singles dance italiens les plus téléchargés. Une version anglaise intitulée Critical voit également le jour.
En 2017, Maurizio Lobina annonce lors d'un entretien pour Blasting News que le nouvel album annoncé a finalement été mis entre parenthèses pour diverses raisons et qu'il ne pouvait pas certifier qu'il sortirait un jour. Parallèlement le groupe continue ses tournées et à faire salle comble au travers de toute l'Italie.

### World tour 2018-2020 et20eanniversaire
En novembre 2018, Eiffel 65 annonce via leurs réseaux sociaux et site internet une série de concerts à travers le monde. Les pays dévoilés sont les Émirats arabes unis, Australie, Nouvelle-Zélande, Lituanie, Mexique, Danemark, Suède, Hongrie et une date en France qui sera finalement annulée en raison de l'état de santé du chanteur. Le 21 mars 2019 le magazine canadien Vice sort un documentaire nommé The Story of "Blue (Da Ba Dee)" by Eiffel 65. Ce reportage retrace les genèses d'Eiffel 65 et revient sur ce que Blue a apporté dans leurs vies. Il est raconté par les 3 membres du groupe ainsi que leurs producteur Massimo Gabutti. Seulement 3 jours après sa date de mise en ligne, le documentaire franchissait la barre du million de vue. En 2020 le groupe fête ses 20 ans d’existence et poursuit sa tournée mondiale avec des concerts en Italie, Canada, Allemagne, Belgique, Suisse, Autriche, Espagne, Suède et une nouvelle date en France. En mars 2020 Eiffel 65 se doit de stopper précipitamment sa tournée en raison de l'épidémie covid-19 qui frappe le monde.

### 2021 Reprise de la tournée
Après plus d'un an de restriction sanitaire, Ils annoncent une reprise de leurs concerts pour septembre 2021 avec 5 dates au Canada qui seront finalement annulée en raison d'un petit problème de santé du chanteur. Ces dates seront finalement reportées l'année suivante.
En 2022 le groupe Boumdabash collabore avec Eiffel 65 pour une réadaptation du titre "Too much of heaven" que se verra renommé "Heaven". Le morceau finira certifié disque d'or en Italie.
En cette même année, une nouvelle reprise de "Blue" par  David Guetta en duo avec la chanteuse Bébé rexha verra le jour et sera intitulé "I'm good (blue)". Le morceau remportera un Grammy awards.
Courant d'été 2024, Eiffel 65 et la chanteuse italienne Loredana sortent en collaboration un titre intitulé "Bestiale".

### Zorotl
Le succès de Eiffel 65 a également vu la naissance et le succès d'un nouveau personnage, Zorotl, une sorte d'extraterrestre bleu à la tête trop prononcée, le protagoniste des deux premières vidéos du groupe : Blue (Da Ba Dee) (1998) et Move Your Body (1999). Zorotl a ensuite eu son propre single appelé I Wanna Be (2000) qui s'est classé 4e au hit dance italien. Il fait également une apparition dans le clip Lucky (In My Life).

### Clip
Les clips d'Eiffel 65 ont été réalisés en partie par David Dee qui travaille aujourd'hui pour la société de production DreamWorks à Los Angeles Hollywood. Leurs clips, qui exploitaient régulièrement l'univers fantaisiste des jeux vidéo et de la 3D, étaient généralement tournés sur fond vert (Blue, Move Your Body, I Wanna Be, Lucky (In My Life), 80's Stars). Si une quinzaine d'années plus tard ces clips paraissent simples à réaliser, pour l'époque il s'agissait d'une véritable prouesse technique et d'une avancée technologique. Le clip Too Much of Heaven a été réalisé en studio à Milan ; durant le tournage, Jeffrey fut très malade et tourna avec 40 °C de fièvre.

### Apparence vestimentaire
Soignant le moindre détail concernant l'univers du groupe, Eiffel 65 revêt une nouvelle tenue vestimentaire portant le logo ou le nom du groupe pour chaque nouvelle sortie de single et d'album.

## Discographie

### Albums studio
| Année | Titre     | Meilleur classement | Meilleur classement | Meilleur classement | Meilleur classement | Meilleur classement | Meilleur classement | Meilleur classement | Meilleur classement | Meilleur classement | Certifications                         |
| Année | Titre     | ITA                 | FIN                 | FRA                 | AUS                 | NZ                  | AUT                 | SWI                 | CAN                 | US                  | Certifications                         |
| ----- | --------- | ------------------- | ------------------- | ------------------- | ------------------- | ------------------- | ------------------- | ------------------- | ------------------- | ------------------- | -------------------------------------- |
| 1999  | Europop   | 13                  | 5                   | 6                   | 1                   | 4                   | 5                   | 4                   | 2                   | 4                   | - US: 3x Multi-Platine - CAN : Platine |
| 2001  | Contact!  | 4                   | -                   | -                   | -                   | -                   | -                   | -                   | -                   | -                   |                                        |
| 2003  | Eiffel 65 | 1                   | -                   | -                   | -                   | -                   | -                   | -                   | -                   | -                   | Italie : Disque Platine                |

### Singles
- Blue (Da Ba Dee)
- Move Your Body
- Too Much of Heaven
- One Goal (uniquement en France)
- Back in Time (uniquement en Italie et Espagne)
- Lucky (In My Life)
- 80's Stars (uniquement en Italie et Espagne)
- Losing You (uniquement au Canada)
- Cosa resterà (In a Song) (uniquement en Italie)
- Quelli Che Non Hanno Età (uniquement en Italie)
- Viaggia Insieme A Me (uniquement en Italie)
- Una notte e forse mai più (uniquement en Italie)
- Voglia di Dance All Night (uniquement en Italie)
- Panico (uniquement en Italie)

### Ep
- 2000 : Episode I (EP)
- 2001 : Episode II (EP)

### Remixes
- Kim Lukas : All I Really Want
- Simon Jay : Paradise
- Bloodhound Gang : The Bad Touch
- Lutricia Mc Neal : Fly Away
- Ann Lee : Ring My Bell
- Regina : You & Me
- Andreas Johnson : Glorious
- Jane Birkin : Je t'aime… moi non plus
- 883 : La Regina Del Celebrità
- Alphaville : Big in Japan
- 883 : Viaggio Al Centro Del Mondo
- S Club 7 : Reach
- Alex Party : U Gotta Be
- Kool and the Gang : Get Down on It
- Anna Vissi : Everything I Am
- Unique Ii : Forever
- Jean-Michel Jarre : Tout est bleu
- Love Inc. : Here Comes the Sunshine
- Gala : Everyone Has Inside
- Supereva : Thinkin of You
- Peach : Anywhere
- Aqua : Freaky Friday
- Toni Braxton : Spanish Guitar
- Piero Pelù : Toro Loco
- Nek : La Vita'è
- Lilu : Little Girl
- Laura Pausini : Il Mio Sbaglio Più Grande
- Dr Macdoo : Macahula Dance
- Ana Bettz : Black & White
- Vasco Rossi : Ti Prendo E Ti Porto Via
- Flume (musicien) : Blue (Flume Remix)

## Compléments